# Комижа
Комижа (хорв. Komiža) — місто в Хорватії, у Сплітсько-Далматинській жупанії. Друге за величиною місто острова Вис після міста Вис.

## Загальні відомості

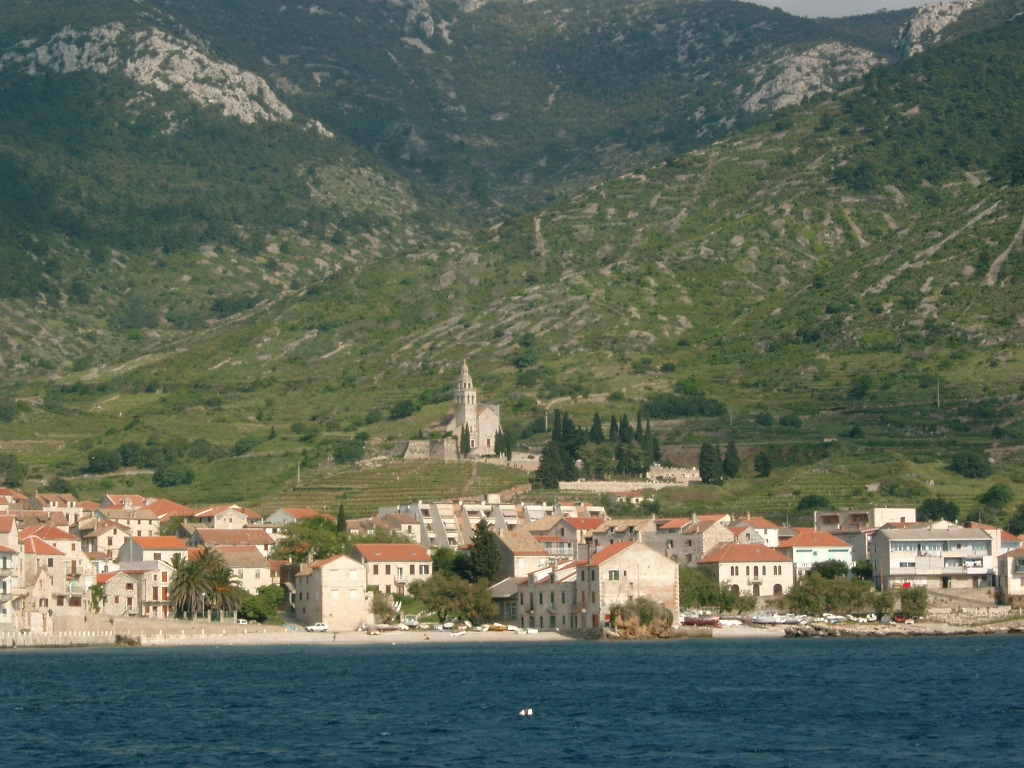
Вид на Комижу з моря

Комижа розташована в глибині широкої бухти на західному узбережжі острова. Місто розташоване біля підніжжя пагорба Хум (висота 587 метрів). Населення — 1523 людини в самому місті і 1677 чоловік у громаді з центром в Комижі. Місто пов'язане автомобільною дорогою, що йде через весь острів, з містом Вис, розташованим на іншій стороні острова. Місто Вис — єдине місце на острові, пов'язане з материком поромною переправою, у Коміжу пороми не заходять. Оскільки Вис — найвіддаленіший від узбережжя острів Далмації, Комижа є віддаленим від материка хорватським острівним містом. Найвіддаленішим ділянкою хорватської території є приналежний комуні архіпелаг Палагружа, за 73 км на південь.

## Економіка
Економіка міста базується на сільському господарстві, рибній ловлі та рибопереробці. Історично Комижа вважалася в Хорватії містом рибалок. Головні галузі сільського господарства — виноградарство і розведення цінної лікарської рослини — розмарину. В останні роки одержав розвиток туризм. Туристів приваблюють хороші пляжі, тиха і спокійна атмосфера, пов'язана з віддаленістю Комижі від великих міст. Близько 10 000 чоловік в рік відвідують «Блакитну печеру», розташовану на невеликому острові Бишево, що знаходиться поруч з Комижею.

## Історія

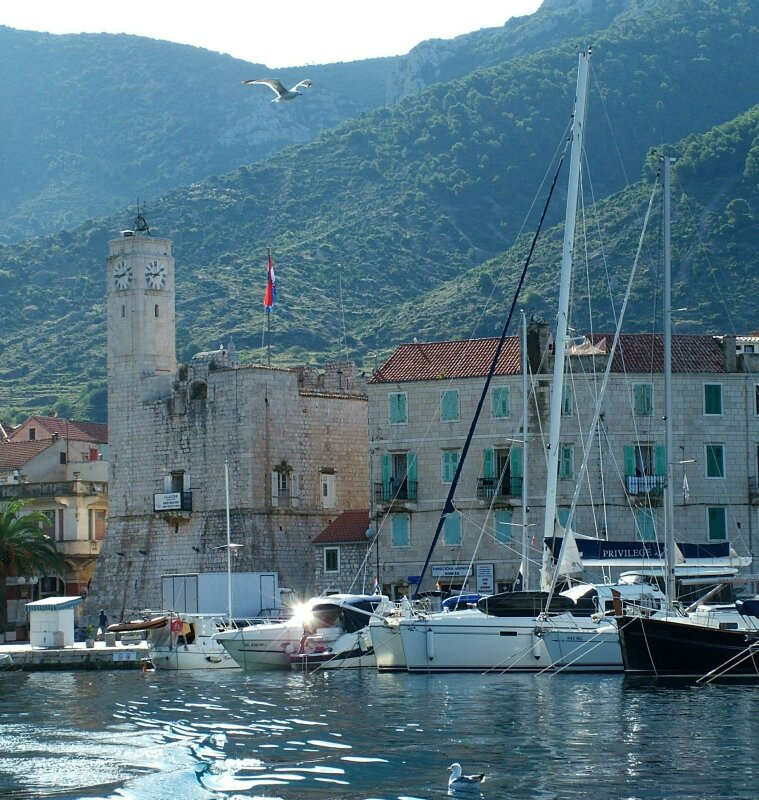
Гавань Комижі і венеційська башта

Поселення на місці Комижі вперше згадано в XII сторіччі. В XIII ст. на невеликому підвищенні поруч з поселенням заснований бенедиктинський монастир. Монастирська церква святого Миколая неодноразово перебудовувалася в XIV—XVII століттях. Висока дзвіниця, добре помітна з моря, прибудована до церкви в 1770 році. В XVI ст. Комижа стала важливим портом, венеційцями в 1585 тут була побудована фортеця, що прикривала порт з боку берега. До наших днів від фортеці збереглася лише башта, відома як «Венеційська». В наш час[коли?] в ній музей рибальства.

## Населення
Населення громади за даними перепису 2011 року становило 1526 осіб, 1 з яких назвала рідною українську мову. Населення самого міста становило 1397 осіб.
Динаміка чисельності населення громади:
Динаміка чисельності населення міста:

## Населені пункти
Крім міста Комижа, до громади також входять: 
- Бишево
- Боровик
- Дубока
- Оключна
- Палагружа
- Подхумлє
- Подшпилє
- Светий Андрія
- Жена Глава

## Клімат
Середня річна температура становить 15,55 °C, середня максимальна – 26,65 °C, а середня мінімальна – 3,81 °C. Середня річна кількість опадів – 585 мм.
| Клімат міста                                  | Клімат міста | Клімат міста | Клімат міста | Клімат міста | Клімат міста | Клімат міста | Клімат міста | Клімат міста | Клімат міста | Клімат міста | Клімат міста | Клімат міста | Клімат міста |
| Показник                                      | Січ.         | Лют.         | Бер.         | Квіт.        | Трав.        | Черв.        | Лип.         | Серп.        | Вер.         | Жовт.        | Лист.        | Груд.        |              |
| Середній максимум, °C                         | 13,90        | 12,03        | 13,68        | 16,47        | 21,54        | 25,71        | 26,65        | 26,16        | 22,49        | 18,95        | 15,26        | 13,62        |              |
| Середня температура, °C                       | 9,80         | 7,93         | 9,56         | 12,35        | 17,44        | 21,59        | 24,13        | 23,64        | 19,96        | 16,41        | 12,72        | 11,07        |              |
| Середній мінімум, °C                          | 5,70         | 3,81         | 5,47         | 8,23         | 13,33        | 17,48        | 21,58        | 21,09        | 17,42        | 13,88        | 10,19        | 8,55         |              |
| Норма опадів, мм                              | 56           | 46           | 51           | 47           | 37           | 33           | 20           | 34           | 53           | 64           | 77           | 67           |              |
| Середньомісячна швидкість вітру, м/с          | 4.11         | 4.23         | 4.17         | 3.93         | 3.40         | 3.09         | 3.10         | 3.01         | 3.40         | 3.71         | 4.50         | 4.40         |              |
| Середньомісячна сонячна радіація, кДж/м²·день | 5671         | 8418         | 12246        | 16859        | 20993        | 23721        | 25133        | 22038        | 16372        | 10754        | 6181         | 4781         |              |
| --------------------------------------------- | ------------ | ------------ | ------------ | ------------ | ------------ | ------------ | ------------ | ------------ | ------------ | ------------ | ------------ | ------------ | ------------ |
| Джерело:                                      |              |              |              |              |              |              |              |              |              |              |              |              |              |

## Пам'ятки
- Блакитна печера. Розташована на острові Бішево поруч з Комижею. Завдяки оригінальному оптичному ефекту, пов'язаному із заломленням світла у воді, всі предмети в печері здаються залитими блакитним світлом.
- Церква св. Миколи. Монастирська церква. Закладена в XIII столітті, багаторазово перебудовувалася.
- Церква Пресвятої Діви Марії. побудована в XVI столітті, згодом розширена. Вівтарі в стилі бароко.
- Венеційська башта. Залишилася від венеційської фортеці XVI століття.